# Alexander Rueb
Alexander Rueb (27 décembre 1882 à La Haye, Pays-Bas - 21 février 1959 à La Haye) est un avocat néerlandais et une importante personnalité du monde des échecs.

## Biographie
Joueur amateur d'échecs, il se fait connaître comme organisateur de compétitions d'échecs.
Il était président de l'un des plus vieux clubs d'échecs des Pays-Bas situé à La Haye, où il a acheté un immeuble pour favoriser l'essor des échecs : le (nl) Nationaal SchaakGebouw, que l'on peut traduire par « Immeuble national d'échecs ».
De 1923 à 1928, il est président de la Fédération néerlandaise des échecs. 
En 1924 se tient à Paris une olympiade officieuse d'échecs. Il y participe en tant que joueur (+3-4=4), et aussi en tant que représentant officiel de son pays. À cette occasion, il participe à la fondation de la Fédération internationale des échecs (FIDE). La même année, il est élu président de celle-ci. Pendant 25 ans, soit de 1924 à 1949, il en est le président.
Il s'est aussi fait connaître dans le domaine des fins de parties en publiant un important ouvrage en cinq volumes sur le sujet : De Schaakstudie, publié de 1945 à 1955. Compositeur d'études d'échecs, il a fondé (en) ARVES, une association consacrée à l'étude des fins de partie aux échecs.
Passionné d'échecs, il a amassé une énorme bibliothèque sur le jeu. Détruite en 1945 lors d'un bombardement, il l'a reconstruite après la Seconde Guerre mondiale. Elle fait, depuis 1988, partie de la Bibliothèque de l'Université d'Amsterdam.
En juillet 1946, lors d'un congrès de la FIDE, il propose la tenue d'un tournoi d'échecs de calibre mondial pour départager le champion du monde des échecs. Il propose aussi la création de zones pour faciliter la gestion des compétitions, ce qui mène naturellement à la création du tournoi zonal et du tournoi interzonal.

## Œuvres écrites
- Bronnen van de Schaakstudie, 1953
- De Schaakstudie, publié en 5 volumes de 1945 à 1955

## Sources
- Ressource relative au jeu :   - Chess Tempo
- Notices d'autorité :   - VIAF
  - ISNI
  - BnF (données)
  - LCCN
  - Pays-Bas
  - WorldCat
- (en) Who was Alexander Rueb? (courte biographie)